# Mountain Lake (New Jersey)
Mountain Lake – jednostka osadnicza w Stanach Zjednoczonych, w stanie New Jersey, w hrabstwie Warren.